# Mario Checcacci
Mario Checcacci   (Liorna, 29 d'abril de 1909 - Sacile, 17 de gener de 1987) fou un remer italià que va competir durant la dècada de 1930.
El 1936 va prendre part en els Jocs Olímpics de Berlín, on guanyà la medalla de plata en la prova del vuit amb timoner del programa de rem. En el seu palmarès també destaca una medalla d'or al Campionat d'Europa de rem de 1937.